# Nicolaes Tulp

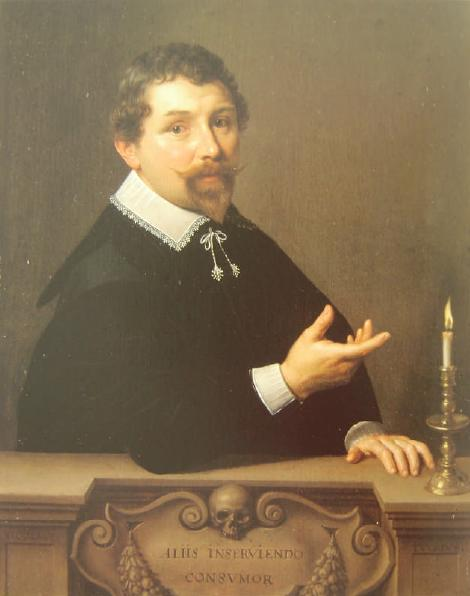
Portrait de Nicolaes Tulp en 1633.

Nicolaes Tulp, né le 9 octobre 1593 à Amsterdam et mort le 12 septembre 1674 à Amsterdam, est un chirurgien néerlandais du XVIIe siècle, mais aussi bourgmestre d'Amsterdam. Il donnait des leçons d'anatomie une fois par an, pendant l'hiver en ayant la possibilité de disséquer un cadavre, et est représenté alors dans le célèbre tableau La Leçon d'anatomie du docteur Tulp, peint par Rembrandt et qui se trouve actuellement au Mauritshuis de La Haye.

## Un notable des Provinces-Unies
Né à Amsterdam en 1593 dans une famille de commerçants hollandais, Nicolaes Tulp est représentatif des notables des Provinces-Unies de la première moitié du XVIIe siècle. Les Provinces-unies sont alors en plein essor. Elles reprennent la plupart des comptoirs portugais pour étendre leur empire jusqu’au Moluques, développent des techniques de navigation performantes comme la carte de Mercator et elles rassemblent les plus grands savants humanistes de l’époque. Tulp vit à Amsterdam aux côtés de nombreux savants reconnus comme Descartes ou Barlaeus. En tant que port et capitale d’un empire colonial, Amsterdam est le point d’arrivée de la plupart des nouveautés : cabinet de curiosité et jardins botaniques se développent à la faveur de toutes les richesses collectées par les marins, commerçants et explorateurs.
Nicolaes Tulp est élu maire d’Amsterdam à quatre reprises, il est trésorier de la ville pendant vingt-sept ans et il porte plusieurs charges civiles pendant toute sa vie. Cet investissement manifeste son appartenance aux milieux du pouvoir des Provinces-Unies, une élite proche des milieux financiers et intellectuels. Né sous le nom de Pieterz, il se fait appeler Tulp en référence à la tulipe, fleur convoitée par les élites d’Amsterdam. Celle-ci est cause d’un enthousiasme qui va jusqu’à l’apparition d’une bulle financière qui éclate en 1637.
Dans son action politique, on peut noter sa suggestion d’un contrôle des petits pharmaciens qu’il accuse pour leur incapacité. Il pousse ainsi à la création de la première autorité médicale locale aux Provinces-Unies. En tant que médecin, il encourage donc une politique sanitaire. Il meurt en 1674 à La Haye.

## Un médecin reconnu
Formé à l’université de Leyde, dont il sort diplômé de médecine en 1614, il est nommé Praelector Anatomiae entre 1628 et 1652 au sein de la Guilde des Chirurgiens. Il est ainsi chargé de la formation des jeunes chirurgiens et effectue des dissections publiques. Sa compétence en anatomie est reconnue et favorise son ascension politique.
Il étudie le béribéri, maladie découverte en 1630. Il est le premier à décrire la valvule iléocécale, qui assure la circulation des aliments entre l'intestin grêle et le colon, et qui est parfois appelée « valvule de Tulp ». Il publie plusieurs ouvrages dont la première pharmacopée en hollandais qui traite des drogues et plantes médicinales. Mais son ouvrage le plus important est l’Observationes Medicae publié en 1641, écrit en latin pour ne pas être lu par tous : il veut éviter que les personnes tentent ainsi de se soigner par elles-mêmes. On y trouve des descriptions anatomiques d’humains, mais aussi d’animaux exotiques témoignant des relations avec les empires coloniaux.

## La Leçon d’anatomie du docteur Tulp

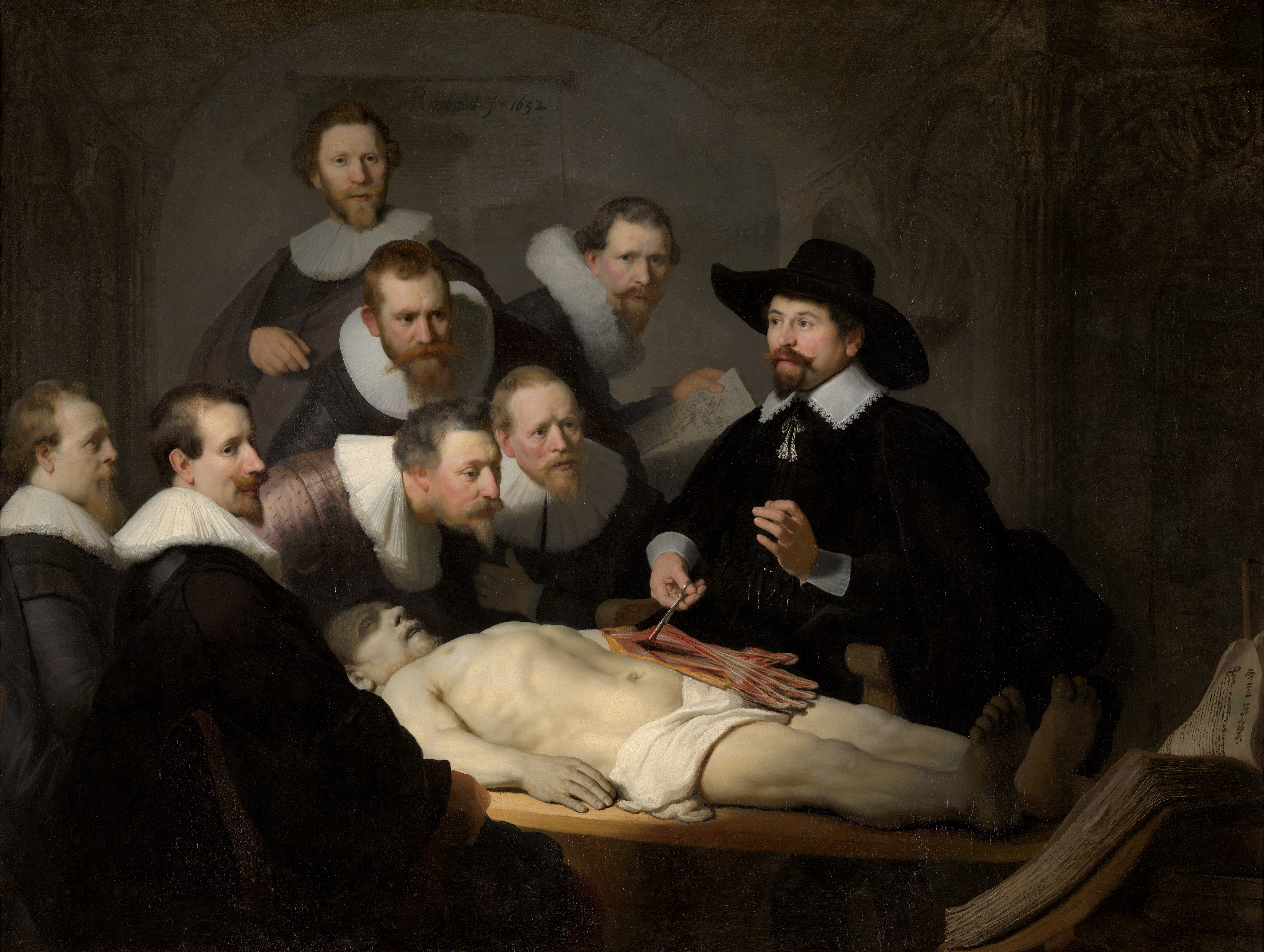
La Leçon d'anatomie du Docteur Tulp, de Rembrandt.

Le 31 janvier 1632, Nicolaes Tulp effectue une dissection publique qui donnera naissance à La Leçon d’anatomie du docteur Tulp de Rembrandt. Le jeune peintre récemment arrivé à Amsterdam a reçu cette commande de Tulp lui-même.
La toile révèle de nombreux traits de la société des Provinces-Unies à cette date. 
- Elle manifeste la proximité des milieux du pouvoir, des arts et des sciences.
- Elle témoigne de la propagande autour des sciences nouvelles.
- Elle montre l’utilisation du corps d’un meurtrier pour une dissection publique, pratique courante qui renforce la crainte de la condamnation.
- Elle représente Tulp en plein discours, probablement sur les merveilles de Dieu, car pour les savants de l'époque, les dissections sont l’occasion de révéler la perfection de la création à travers l’anatomie.
- Enfin, elle présente des étudiants dont l’enthousiasme est à l’image de l’effet de ces expériences à Amsterdam[1].

Dès 1555, les dissections publiques sont autorisées quoique fortement contrôlées. Cette pratique devient très populaire. De fait, à partir de 1639, ces séances se déroulent dans un étage de l’ancien couvent de Sainte-Marguerite aménagé spécialement pour cela et qui aurait pu accueillir jusqu’à deux cents personnes.